# تأثير إجتماعي لفقدان السمع الشديد
يمكن للأشخاص الذين يعانون من ضعف شديد في السمع التواصل من خلال لغات الإشارة. تنقل لغات الإشارة المعنى من خلال الاتصال اليدوي ولغة الجسد بدلاً من أنماط الصوت المنقولة صوتيًا. يتضمن ذلك الجمع المتزامن لأشكال اليد، وتوجيه وحركة اليدين، والذراعين أو الجسم، وتعبيرات الوجه للتعبير عن أفكار المتحدث. «تعتمد لغات الإشارة على أن الرؤية هي الأداة الأكثر فائدة التي يمتلكها الصم للتواصل وتلقي المعلومات».
تشير ثقافة الصم إلى مجموعة ثقافية متماسكة من الأشخاص الذين تكون الإشارة لغتهم الأساسية، والذين يمارسون الأعراف الاجتماعية والثقافية التي تختلف عن المجتمع السمعي المحيط بهم. لا يشمل هذا المجتمع تلقائيًا جميع الأشخاص المصابين بالصمم سريرياً أو قانونيًا، ولا يستبعد كل شخص يسمع. وفقًا لـبيكر وبادن، فإنه يشمل أي شخص أو أشخاص «يعرّفون عن أنفسهم كعضو في مجتمع الصم، ويقبل الأعضاء الآخرون هذا الشخص كجزء من المجتمع». مثال على ذلك الأطفال المولودون من البالغين الصم الذين لديهم قدرة سمعية طبيعية. ويتضمن مجموعة المعتقدات الاجتماعية، والسلوكيات، والفن، والتقاليد الأدبية، والتاريخ، والقيم، ومؤسسات المجتمعات المتأثرة بالصمم والتي تستخدم لغة الإشارة كوسيلة رئيسية للتواصل. يميل أعضاء مجتمع الصم إلى النظر إلى الصمم على أنه اختلاف في التجربة البشرية وليس إعاقة أو مرضًا. عند استخدامها مثلًا لتسمية ثقافية خاصة في الثقافة، تكتب كلمة الصم بحرف دي كبير في الكلام والإشارة. وعند استخدامه لتسمية الحالة السمعية، يُكتب بحرف دي صغير.

## عائلة
يسبب الاتصال المحدود بين الأشخاص الصم وأفراد أسرهم الذين يسمعون حدوث صعوبات في العلاقات الأسرية، وتؤثر على قوة العلاقات بين أفراد الأسرة. وجد أن معظم الأشخاص الصم لديهم آباء يسمعون، هذا يعني أن الطريقة التي يتواصل من خلالها الطفل والوالدان يمكن أن تكون مختلفة جدًا، وغالبًا ما تؤثر على علاقتهم بطريقة سلبية. إذا كان الوالد يتواصل لفظيًا بشكل أفضل، وكان الطفل يتواصل بشكل أفضل باستخدام لغة الإشارة، يؤدي ذلك إلى تواصل غير فعال بين الوالدين والأطفال. يؤدي التواصل غير الفعال إلى معارك ناتجة عن سوء الفهم، وقلة الرغبة في التحدث عن أحداث وقضايا الحياة، وعلاقة أضعف بشكل عام. حتى لو بذل أفراد الأسرة جهدًا لتعلم تقنيات التواصل مع الصم مثل لغة الإشارة، فإن أحد أفراد الأسرة الصم غالبًا ما يشعر بالاستبعاد من المزاح العرضي؛ مثل تبادل الأحداث والأخبار اليومية على مائدة العشاء. يكون من الصعب على الصم متابعة هذه المحادثات بسبب الطبيعة السريعة والمتداخلة لهذه المحادثات. يتسبب ذلك في إصابة الشخص الصم بالإحباط والمشاركة في محادثات عائلية أقل. وهذا يؤدي إلى ضعف العلاقات بين الفرد السمعي وأفراد أسرته المباشرين. يكون لحاجز الاتصال هذا تأثير سلبي خاصةً على العلاقات مع أفراد الأسرة الممتدة أيضًا. يكون التواصل بين الفرد الصم وأفراد أسرته الممتدة صعبًا للغاية بسبب الفجوة في التواصل اللفظي وغير اللفظي. ويتسبب ذلك في شعور الأفراد بالإحباط وعدم الرغبة في بذل جهد للتواصل بشكل فعال. يؤدي عدم بذل جهد في التواصل إلى الغضب وسوء التواصل وعدم الرغبة في بناء علاقة قوية.

## مكان العمل
في معظم الحالات، يجد الأشخاص الصم أنفسهم يعملون مع زملائهم الذين يسمعون، وغالبًا ما ينقطعون عن الاتصالات الجارية من حولهم. يمكن توفير مترجمين فوريين للاجتماعات وورش العمل، ومع ذلك، نادرًا ما يتم توفيرهم لنقاشات العمل اليومية. عادةً ما يأتي الاتصال بالمعلومات المهمة المطلوبة للوظائف بشكل ملخصات مكتوبة أو شفهية، والتي لا تنقل معاني دقيقة مثل نبرة الصوت، والمحادثات الجانبية أثناء المناقشات الجماعية، ولغة الجسد. يمكن أن يؤدي ذلك إلى الارتباك وسوء الفهم بالنسبة للعامل الصم، ما يجعل من الصعب عليه القيام بعمله بفعالية. بالإضافة إلى ذلك، يمكن استبعاد العمال الصم عن غير قصد من الشبكات المهنية، والتجمعات غير الرسمية، والمحادثات العرضية بين زملائهم. يتم توصيل المعلومات حول القواعد غير الرسمية والثقافة التنظيمية في مكان العمل من خلال هذه الأنواع من التفاعلات، وهذا يضع العامل الصم في موضع ضرر مهنيًا وشخصيًا. يمكن أن يؤدي ذلك إلى قطع أدائهم الوظيفي بسبب نقص الوصول إلى المعلومات، وبالتالي تقليل فرصتهم في تكوين علاقات مع زملائهم في العمل. بالإضافة إلى ذلك، يمكن أن تؤثر جميع حواجز الاتصال هذه على التطور الوظيفي للصم. لأن القدرة على التواصل بشكل فعال مع زملاء العمل والأشخاص الآخرين المرتبطين بوظيفة الفرد أمر ضروري للمناصب الإدارية، غالبًا ما يُحرم الأشخاص الذين يعانون من ضعف السمع من مثل هذه الفرص.
لتجنب هذه المواقف في مكان العمل، يمكن للأفراد أن يأخذوا دورات لغة الإشارة بدوام كامل أو بدوام جزئي. وبهذه الطريقة، يصبحون أكثر قدرة على التواصل مع الصم وضعاف السمع. تقوم مثل هذه الدورات بتدريس لغة الإشارة الأمريكية (أي إس إل) حيث أن معظم الأمريكيين الشماليين يستخدمون هذه اللغة للتواصل. إنها لغة بصرية تتكون من إيماءات (إشارات)، وأشكال اليد، وتعبيرات الوجه التي تحتوي على قواعد نحوية فريدة خاصة بهم وهياكل جمل. من خلال إكمال دورات لغة الإشارة، فإنها تضمن أن يشعر الأفراد الصم بأنهم جزء من مكان العمل ولديهم القدرة على التواصل مع زملائهم في العمل وصاحب العمل بالطريقة التي يفعلها الموظفون الآخرون.